# Praina leucaniiformis
Praina leucaniiformis är en fjärilsart som beskrevs av Hans Zerny 1916. Praina leucaniiformis ingår i släktet Praina och familjen nattflyn. Inga underarter finns listade i Catalogue of Life.